# Pavel Tigrid

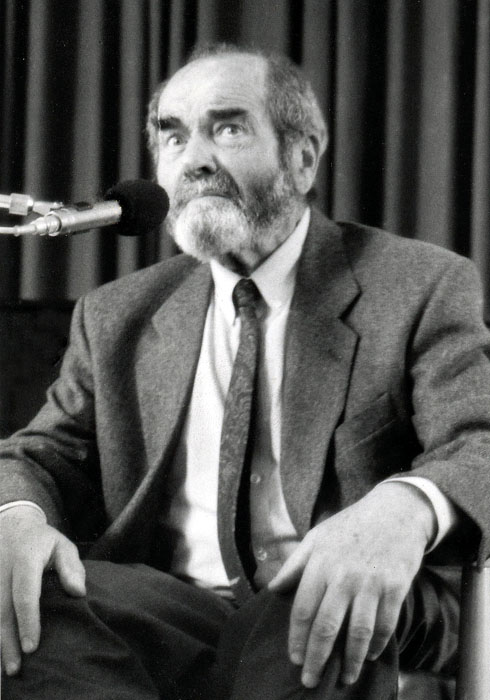
Pavel Tigrid

Pavel Tigrid (geboren als Pavel Schönfeld; * 27. Oktober 1917 in Prag, Österreich-Ungarn; † 31. August 2003 in Héricy, Frankreich) war ein tschechischer Schriftsteller, Journalist, Herausgeber und Politiker. Er gilt als einer der wichtigsten Vertreter des tschechoslowakischen Exiljournalismus. Er trat zuerst unter dem Pseudonym Pavel Tigrid auf, im Juni 1945 ließ er sich schließlich amtlich umbenennen.

## Leben
Pavel Tigrid wurde in eine assimilierte jüdische Familie der Schönfelds aus Semily geboren, sein Vater war Chemieingenieur; seine Eltern ließen ihren Sohn taufen. Er war ein Verwandter der Schriftsteller Antal Stašek und Ivan Olbracht. Nahezu alle seine Verwandten wurden Opfer des Holocaust.
Gegen Ende der 1930er Jahre studierte er Jura an der Karls-Universität Prag. In dieser Zeit gründete er die Theatervereinigung Divadelní kolektiv mladých und gab die studentische Zeitschrift Studentský časopis heraus. 1939, infolge der Errichtung des Protektorats Böhmen und Mähren, floh er nach London, wo er zunächst Lagerist und Kellner war. Als Mitarbeiter bei tschechischen antifaschistischen Sendungen der BBC nahm er das Pseudonym Pavel Tigrid an, das er bis zu seinem Lebensende beibehielt. In London schrieb er zudem Beiträge in verschiedenen Zeitschriften, darunter Kulturní zápisník (tschechisch, slowakisch und englisch) und Review 42 (englisch).
Nach Kriegsende kehrte er in die Tschechoslowakei zurück, wurde Mitarbeiter im Außenministerium und in der Presse der tschechoslowakischen Christdemokraten. Er schrieb für die Zeitungen Lidová demokracie und Obzory und war Chefredakteur der Wochenzeitschrift Vývoj. Nach dem kommunistischen Umsturz im Februar 1948 floh er nach Westdeutschland, wo er sich an der Gründung von Radio Free Europe beteiligte und die Sendungen leitete, die in die Tschechoslowakei ausgestrahlt wurden. 1952–1960 lebte er in den USA und ließ sich dann in Paris nieder.
1956 gründete er die Zeitschrift Svědectví („Zeugenaussage“) mit tschechischen und slowakischen Beiträgen, die zunächst in den USA gedruckt wurde, von 1960 bis 1990 in Frankreich und ab 1990 in der Tschechischen Republik erschien. Er wurde zu einem der wichtigsten Sprecher des tschechoslowakischen Exils, das sich insbesondere aus zwei großen Auswanderungswellen zusammensetzte: die erste nach der kommunistischen Machtübernahme im Februar 1948 und die zweite während der sogenannten Normalisierung im Anschluss an den Prager Frühling von 1968. Tigrid wurde zum Leiter des Writers in Exile-Programms des PEN International. Er wurde 1959 von der Tschechoslowakei ausgebürgert und galt nach 1968 als Staatsfeind.
Nach der Samtenen Revolution kehrte er nach Prag zurück. Von 1989 bis 1992 war er Berater von Präsident Václav Havel, von 1994 bis 1996 unter Ministerpräsident Václav Klaus tschechischer Kulturminister. 1996 kandidierte er erfolglos für die tschechischen Senatswahlen, war 1997–1998 Berater des Präsidenten für die tschechisch-deutschen Beziehungen und zog dann nach Frankreich, wo er 2003 in Héricy bei Paris starb.
In Ostrava (Stadtteil Poruba) ist ein Gymnasium nach ihm benannt.

## Gedenktafel

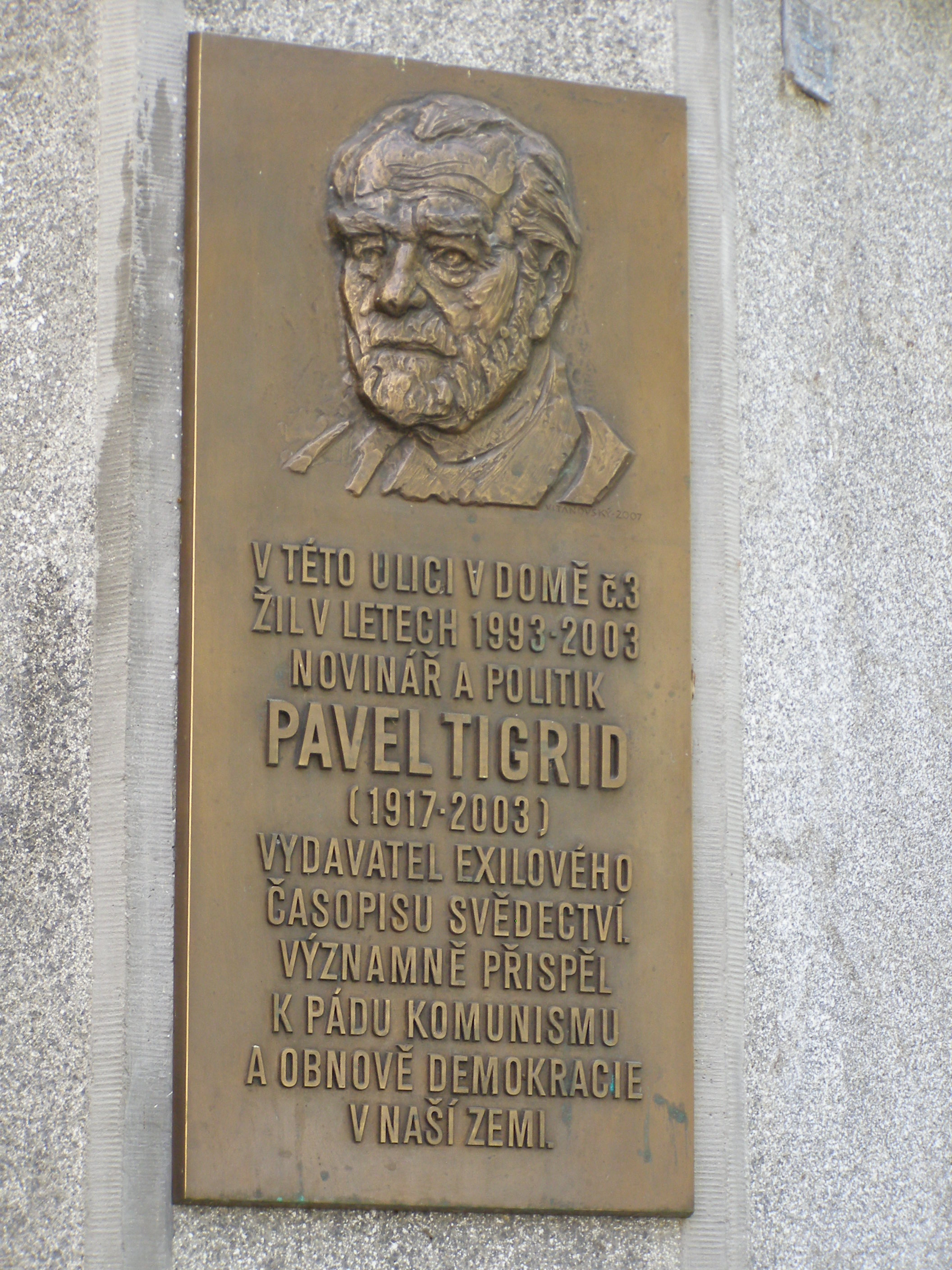
Tigrids Gedenktafel in Prag

Die Gedenktafel für ihn in der Straße U Starého hřbitova in der Josefsstadt hat die folgende Aufschrift (mit deutscher Übersetzung):
| V TÉTO ULICI V DOMĚ Č. 3 / ŽIL V LETECH 1993–2003 / NOVINÁŘ A POLITIK PAVEL TIGRID / (1917–2003) / VYDAVATEL EXILOVÉHO / ČASOPISU SVĚDECTVÍ. / VÝZNAMNĚ PŘISPĚL K PÁDU KOMUNISMU / A K OBNOVĚ DEMOKRACIE / V NAŠÍ ZEMI. | In dieser Straße im Haus Nr. 3 lebte von 1993-2003 der Journalist und Politiker Pavel Tigrid (1917-2003), Herausgeber des Exilmagazins Svědectví, er trug maßgeblich zum Zusammenbruch des Kommunismus und zur Erneuerung der Demokratie in unserem Lande bei. |

## Auszeichnungen
- 1992: Orden der Ehrenlegion
- 1993: Ehrendoktor der Karls-Universität Prag
- 1995: Tomáš-Garrigue-Masaryk-Orden 1. Klasse
- 2000: Bundesverdienstkreuz, Großes Verdienstkreuz mit Stern

## Publikationen
- Mitteleuropa: Mißachtung und Erneuerung der Menschenrechte. In: Menschenrecht achten – Vertreibung ächten. Heft 31. Schriftenreihe der Ackermann-Gemeinde, München 1982.
- Le printemps de Prague. Editions du Seuil, 1968.
- Arbeiter gegen den Arbeiterstaat: Widerstand in Osteuropa. Köln, Bund-Verlag, 1983.
- Why Dubcek Fell. Macdonald and Co 1971.
- Révoltes ouvrières à l’Est. 1952–1981. Paris, Complexe 1981.
- Ota Filip, Pavel Tigrid (Hrsg.): Kontinent. Sonderband Prag. Unabhängiges Forum nicht-exilierter tschechoslowakischer Autoren. Ullstein Verlag, Frankfurt 1976.